# Tripkau (Dannenberg)

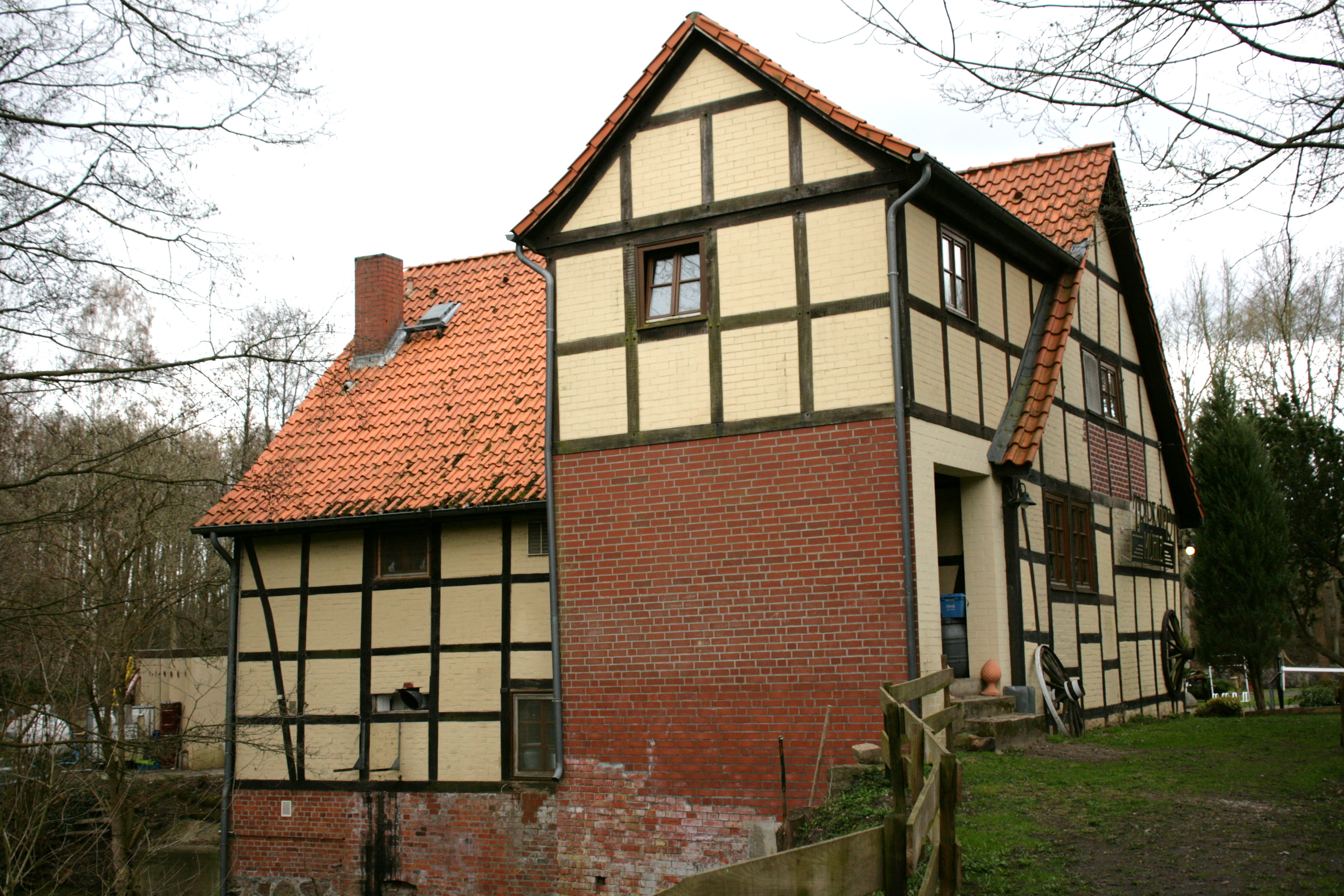
Wassermühle Tripkau

Tripkau ist ein Ortsteil der Stadt Dannenberg (Elbe) in der Samtgemeinde Elbtalaue im Landkreis Lüchow-Dannenberg in Niedersachsen.
Das Dorf liegt drei Kilometer nordwestlich vom Kernbereich von Dannenberg an der B 216. Am nördlichen Ortsrand fließt der Streetzer Mühlenbach, ein linker Nebenfluss der Jeetzel. Einen Kilometer entfernt südlich liegt das 37 ha große Naturschutzgebiet Maujahn.

## Geschichte
Der Feuersbrunst am 12. Mai 1889 fielen neun Gebäude zum Opfer. Vermutlich wurde das Schadenfeuer durch Kinder verursacht.
Am 1. Juli 1972 wurde Tripkau in die Stadt Dannenberg (Elbe) eingegliedert.